# Cheria
Ne doit pas être confondu avec Chréa.
Cheria, est une commune de la wilaya de Tébessa en Algérie.